# (34127) Adamnayak
2000 QN2 (asteroide 34127) é um asteroide da cintura principal. Possui uma excentricidade de 0.09939720 e uma inclinação de 2.92882º.
Este asteroide foi descoberto no dia 24 de agosto de 2000 por LINEAR em Socorro.